# ضمادة

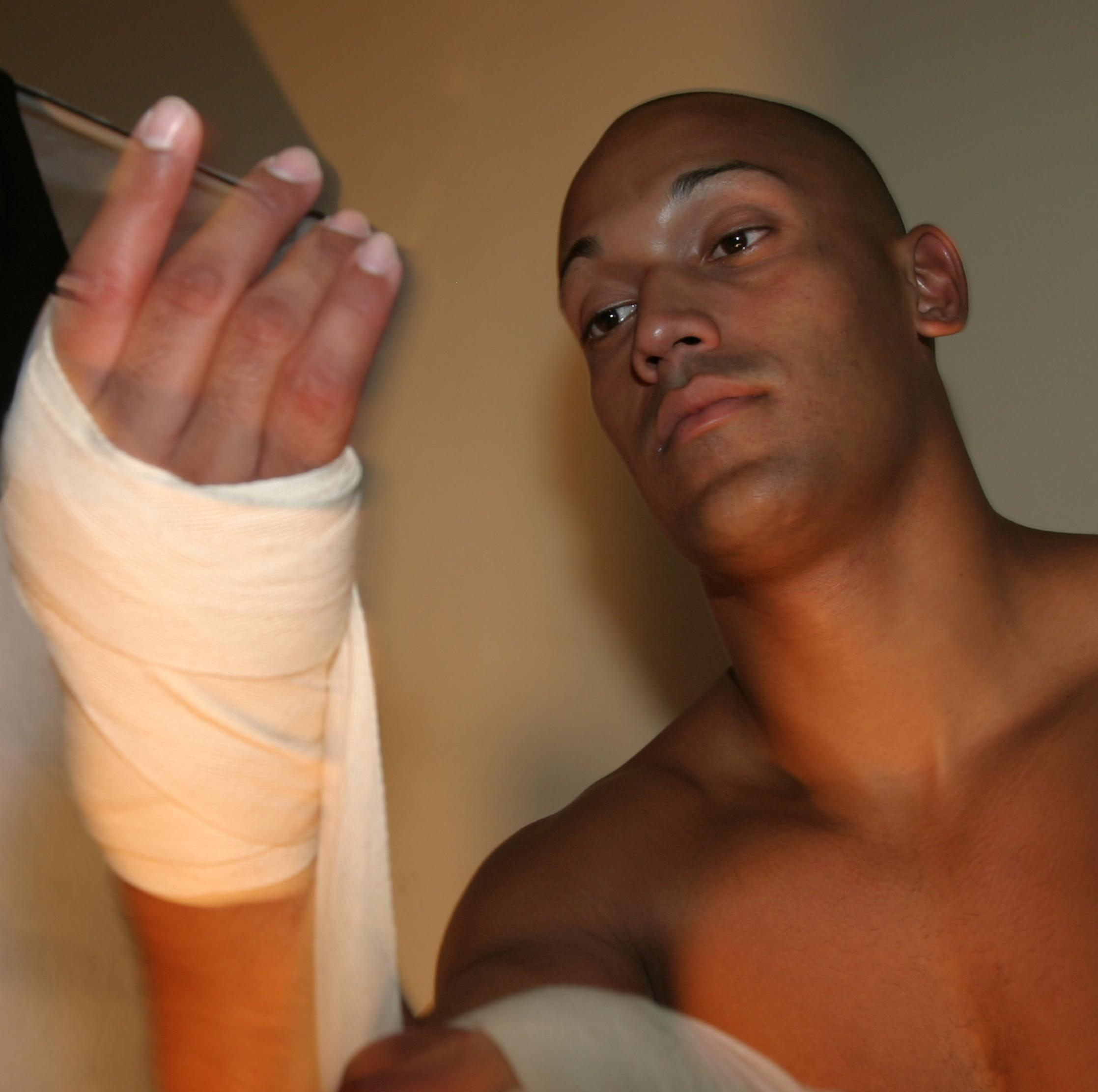
تستخدم الضمادات الطبية في فنون القتال العسكرية من أجل منع خلع المفاصل في أثناء ذلك

ضِمَادة أو رباط طبي (بالإنجليزية: bandage)‏ أي مادة تُستعمل للتثبيت أو للضغط على موضع لتمنع تلوث الجرح أو تُستعمل ضاغطًا لوقف النزف أو لرفع وتعليق العِظام المكسورة. تعدّ الضمادة رباطا طبيا وهي أية مادة تُستعمل لتثبيت ضماد أو للضغط على موضع لتمنع تلوث الجرح أو تُستعمل ضاغطًا لوقف النزف أو لرفع وتعليق العِظام المكسورة.

## تاريخ الضمادات
يعود اختراع الضمادات اللاصقة إلى الأمريكي (إيرل ديكسون) الذي كان يسعى من وراء اختراعه إلى حل مشكلة سلوكية تعاني منها زوجته، ففي عام 1917 م تزوج إيرل من جوزفين فرانسيس، واكتشف أن زوجته لا تتقن التعامل مع أدوات المطبخ، وقلما تخرج من مطبخها دون جروح أو خدوش أو إصابات أو كدمات أو حروق، مما كان يستلزم إجراء إسعاف فوري وعاجلة لها.مع تكرار حدوث مثل تلك الإصابات والحوادث والتي لم يكن من المناسب استخدام الضمادات الكبيرة الشائعة الاستخدام في حينه والتي كانت تغطي مساحة كبيرة من العضو المصاب، كان لا بد من إيجاد حل جذري وفوري لتلك المعضلة، فعمد ديكسون إلى لصق قطعا صغيرة من القماش النظيف والمعقم في منتصف شريط لاصق، بحيث تبقى هذه القطع جاهزة للاستعمال فورا عند حدوث أي طارئ، وبالفعل نجحت الفكرة وأخذت زوجته بمعالجة نفسها وتطبيب جراحها بعد كل إصابة.
تحدث ديكسون مع أصدقائه في العمل بشركة (جونسون آند جونسون) عن ابتكاره الجديد، وكيف تمكن من حل مشكلة زوجته، فشجعوه على عرض هذه الفكرة على إدارة الشركة التي رحبت بالاختراع. كانت ضمادات الجروح تصنع من القطن والشاش والضمادات الكبيرة وتزود بها المستشفيات والمراكز الصحية، وبالرغم من سهولة استخدامها إلا أن الإقبال عليها كان ضعيفا في البداية حيث بلغ قيمة ما تم بيعه منها في السنة الأولى نحو 3000 دولار فقط، لذلك لجأت الشركة إلى إنتاج أحجام متفاوتة منها وبدأت بتوزيعها مجانا على الفرق الكشفية في كافة أنحاء الولايات المتحدة وكان ذلك في عام 1924 م، وفي عام 1939 م طورت الشركة منتجها وأصبحت تنتج الضمادات المعقمة بالكامل.
حظي إيرل ديكسون بتقدير شركته، فعين نائبا للرئيس حتى عام 1957 م عندما تمت إحالته على التقاعد، واستمر بعدها عضوا في مجلس أمناء هذه الشركة حتى توفي في عام 1961 م بعد أن وصل اختراعه إلى اصقاع الأرض
والأربطة أو العصائب قطع من نسيج رقيق يراوح طولها بين بضعة عشر سنتمتراً وعدة أمتار وعرضها بين 2سم و12سم أو أكثر، وقد تكون الأربطة بشكل المقلاع أو المثلث أو المربع أو المستطيل، تؤدي عمل الرباط العادي في بعض الحالات.
وتعمل الأربطة من الشاش (الغزي) العادي شاش أو الغزي المشرّب بالنشا الذي يبل ثم يستعمل فيصبح قليل الصلابة متى جف. أو من نسيج مطاطي مرن. وميزته إحداث التثبيت الجيد والضغط المقبول. أو من النسيج المشرب بالجبس وميزته تثبيت العضو المربوط تثبيتاً صلباً، ويستعمل هذا النوع من الأربطة على الخصوص في معالجة الكسور.
وأكثر الضمادات رواجًا في الإسعاف الأولي هي:

## الضمادة المُثلثة الشكل
التي يمكن صنعها بسهولة وذلك بقص 100سم² من قماش الموسلين أو أي قماش آخر إلى قسمين قطريًا حيث تصير لدينا قطعتان مُثلثتان. ويُمكن أن تُثبت ضمادة أو جبيرة في أقرب موضع على أي جُزء من الجسم. وإذا استُعملت الضمادة المُثلثة معلاقا فهي تسند الساعد أو الأيدي المُصابة. كما يُمكن أن تعمل بمثابة دعامة لضلع مكسور، أو لعظم الترقوة أو التواء مِفصل القدم. وتعمل الضمادة المُثلثة أيضا بمثابة ملقط دوَّار مُمتاز لإيقاف النزيف.

## الضمادة الملفوفة
تصنع من الشاش أو أي قماش خفيف، ويتراوح عرضها بين 2,5 و30 سم، وطولها بين 4,5 و 9م. وتحت أيدي الخبير، يُمكن أن تخدم جميع الأغراض. وإذا كانت الضمادة الملفوفة معقمة يُمكن أن تُستعمل بمثابة ضمادات أو كمَّادات، إلا أن مثل هذه الضمادات لايُمكن أن توضع مباشرة على الجرح.

## الضمادة ذات الجوانب الأربعة
هي شريط من قُماش مقصوص بحيث تُشكل ذيليْن في كُلٍ من طرفَيْها، وهي تُستخدم لمسك الضمادة على أجزاء مُعينة في الجسم كالأنف أو الفك.

## الضمادة اللاصقة
ضمادة مصنوعة تجاريًا، وهي ضمادة صغيرة من الشاش تُضَمُّ إلى قطعة من شريط لاصق للاستخدام الموضعي السريع للجروح الصغيرة جدًا. أما الضمادة الكَمَّادة فهي مربع صغير من الشاش على شكل شريط من الموسلين.

## الضمادات المطاطية والضمادات المرنة والضمادات اللاصقة
قُماش مُشبع بلزقة باريس وكُلها مُفيدة في المعالجة الجراحية...

## ضمادة ضغط

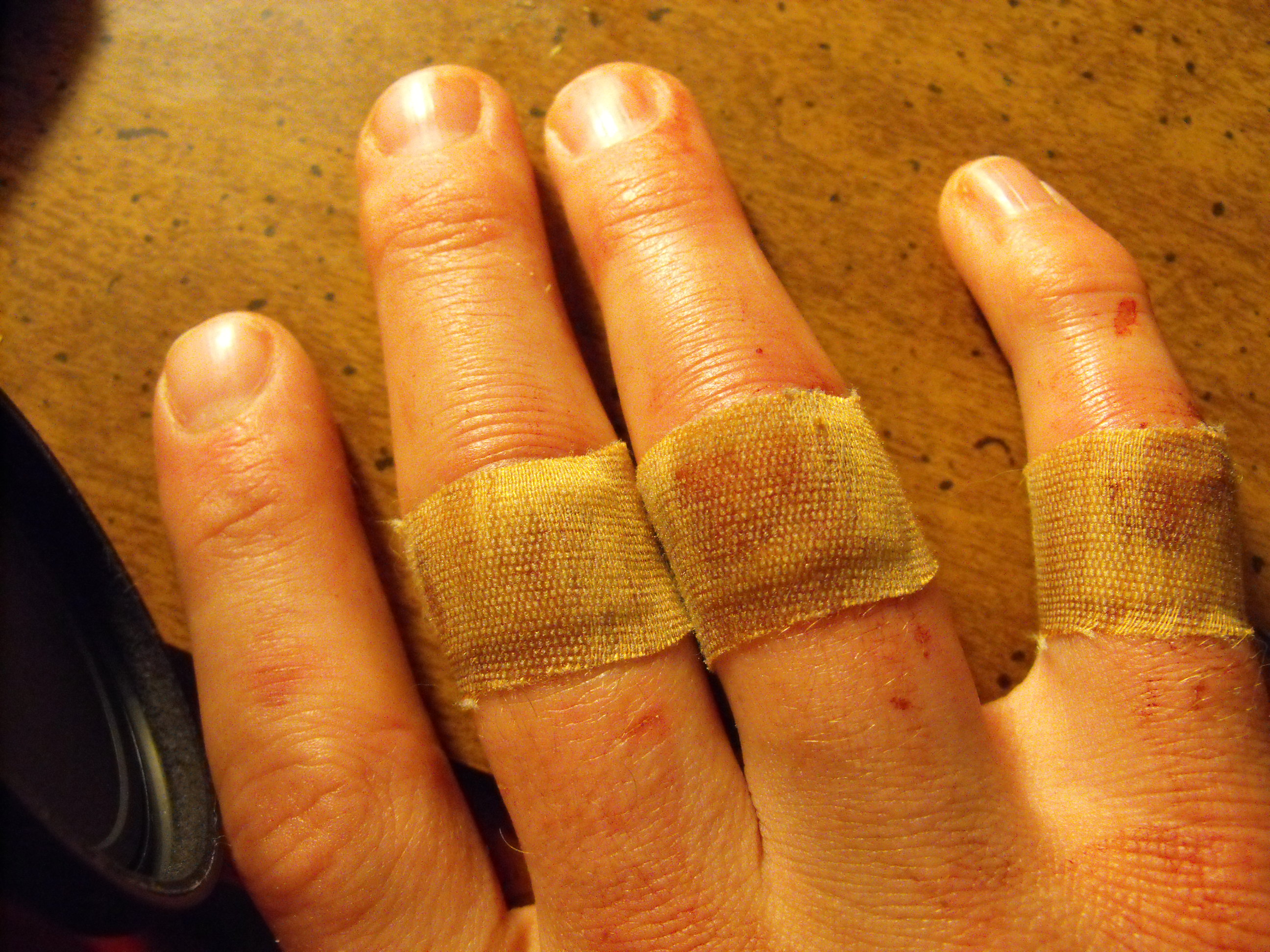
Short stretch compression bandages are good for protecting wounds on one's hands, especially on one's fingers.

### العمل الدوائي
يختلف عمل الرباط بحسب نوعه وبحسب المكان الذي يطبق فيه فيكون:
ـ للضغط: ويستعمل ضد النزف (الضغط المرقئ) أو ضد الانتفاخ (الضغط ضد الوذمة). ويكون الضغط المرقئ بالضماد العادي للجروح، والرباط هنا من نسيج مطاطي يشد فوق قطعة من القطن تؤدي إلى ضغط يمنع نزف الأوعية الصغيرة.
أما الضغط ضد الوذمة فيكون برباط مطاطي يلف على الطرفين السفليين خاصة لمنع حدوث الوذمة أو لارتشافها.
ـ أو للحماية وهذا هو الرباط المستعمل بعد المداخلات الجراحية، والغاية منه حماية جرح الجلد الحديث من الخمج الخارجي.
ـ أو للتثبيت وهو ما يجري مباشرة بعد خلع أو وثي أي في الزمن المؤلم الأول.
ـ أو للدعم كما في استعمال رباط الركبة أو القدم المطاطي، وله ميزتان: الوقاية من الوذمة بعد الرض ودعم التثبيت دعماً إضافياً يفيد الأربطة المفصلية في دور التندب.
ـ أو لإغلاق فتحة كما في رباط الفتق الذي يمنع خروج أحد الأحشاء من جوف البطن.

### طريقة استعمال الأربطة
لا يشترط أن تكون الأربطة معقمة لأنها لا تكون بتماس الجرح مباشرة ويكفي أن تكون نظيفة، وبعض الأربطة يستعمل مرة واحدة وبعضها يستعمل عدة مرات بعد غسلها وكيها.
الأربطة العادية: ينتخب الرباط المناسب للعضو من حيث الطول والعرض، وتكون
الأربطة ملفوفة يسهل استعمالها مباشرة، فإن لم يكن الرباط ملفوفاً يلف أولاً بحيث تنطبق لفاته بعضها على بعض انطباقاً تاماً.
ومتى أصبح الرباط جاهزاً يلف على العضو المطلوب من اليسار إلى اليمين.
وتختلف طريقة الربط بحسب النواحي فهناك من أجل الأطراف والأصابع الرباط الدائري والرباط المائل والرباط الحلزوني والرباط المتقاطع، وتدل هذه الأسماء على طريقة عمل كل منها. ويجب دائماً تثبيت الرباط تثبيتاً يمنع زحزحته عن موضعه ولفه على نحو ينطبق معه على العضو انطباقاً جيداً. وتتحقق الغاية الأولى بلف الرباط حول منطقة أعلى من المنطقة المراد ربطها كمعصم اليد ورسغ القدم من أجل أربطة أصابع اليد والقدم، ثم يلف على الإصبع أو الأصابع المطلوبة بشكل حلزوني تغطي كل دورة منه نصف الدورة السابقة أو ثلثيها ثم يعاد فيلف ثانية حول المعصم أو الرسغ. وتتحقق الغاية الثانية بإجراء العكسات كما في ربط العضد أو رِبْلَة الساق لأن أقطار هذين العضوين غير متساوية على طولهما، ويكون ذلك بوضع الإبهام الأيسر على القسم الآخر الذي حُلَّ من الرباط ثم تحل منه بضعة سنتمترات ويثنى بإدارة راحة اليد نحو الناحية المضمدة حتى تصبح الحافة السفلية للرباط علوية والعلوية سفلية ويكمل اللف حتى يعود الرباط لمحاذاة المكان الذي ثني فيه فيثنى مرة ثانية كالأولى وهكذا يتم ربط الناحية. ويمكن تحقيق هاتين الغايتين أيضاً باستعمال الرباط المتقاطع وهو لف الرباط بشكل رقم ثمانية الأجنبي (8) فوق المنطقة التي يراد تغطيتها.
أما الرأس فيربط بطريقة تسمى «الكُمَّة» (القلنسوة المدورة) وذلك بأن يلف الرباط المناسب عدة دورات حول الجبهة والناحيتين الصدغيتين والنقرة ثم يقلب من الأمام إلى الوراء من قاعدة الأنف حتى النقرة ماراً بقمة الرأس ويثبت هذا القسم بدورة دائرية كالأولى ثم يقلب من الوراء إلى الأمام سائراً إلى جانب المرة الأولى ساتراً قسماً منها، ثم يكرر هذا عدة مرات حتى يستر أحد نصفي الرأس وفي كل مرة تجري دورة دائرية لتثبت القسم السائر من الأمام إلى الخلف أو العكس. ويثبت الرباط أخيراً بدبوس إنكليزي. ويُكتفى بهذا القدر إذا كان المراد تضميد نصف الرأس أو يعاد العمل نفسه في نصف الرأس الثاني إذا كان المراد تضميده كله. ويكون منظر الكمة في النهاية كمنظر القلنسوة إذا أتقن صنعها.

### مثلث الرأس
ويمكن عمل الكمة برباط فتجري عدة دورات أفقية حول الرأس بأحد الرباطين في حين يسير الرباط الثاني من الأمام إلى الخلف ومن الخلف إلى الأمام بحيث يغطي في كل مرة جزءاً من المرة السابقة، وفي كل مرة يلتقي فيها الرباطان في الأمام أو في الخلف يلف الرباط الأول فوق الرباط الثاني لتثبيته.
وهكذا تربط كل ناحية بالشكل الذي يناسبها كربط الكتف أو المنطقة الأربية بطريقة السنبلة spica ففي الكتف مثلاً يبدأ بدورتين دائريتين حول العضد ثم يسير الرباط على جذمور الكتف نازلاً إلى فجوة الإبط ثم يعاد من الجهة الثانية إلى أعلى الكتف، ثم يسير بعدئذ إلى تحت الكتف الثانية ماراً فوق الصدر، ثم يساق من موضعه تحت الكتف الثانية صاعداً إلى الكتف المصابة بإمراره من الناحية الظهرية.
تجرى سلسلة من العدد ثمانية (8) بين الكتف المصابة والإبط الثاني. وينهى الرباط بإجراء دورتين دائريتين حول العضد.

### المقاليع
المقلاع رباط من الكتان مشقوق من طرفيه شقاً طولياً مع بقاء قسمه المتوسط من دون شطر (وهو المقلاع ذو الطرفين) أو مشقوق من طرفيه شقين طوليين مع بقاء قسمه المتوسط من دون شطر (وهو المقلاع ذو الأطراف الثلاثة).
تستعمل المقاليع ذات الطرفين لتضميد الأنف والذقن والعين والأذن والمفاصل وتستعمل المقاليع ذات الأطراف الثلاثة لتضميد الرأس وجذمور الكتف والورك.فلتضميد الذقن بالمقلاع مثلاً يطبق القسم المتوسط غير المشقوق من المقلاع ذي الطرفين أفقياً على الذقن وتساق النهايتان السفليتان فوق قمة الرأس. وتسير النهايتان العلويتان حول العنق وتثبت إحداهما بالأخرى في النقرة.
ولتضميد الرأس يستعمل المقلاع ذو الأطراف الثلاثة فيوضع جسم المقلاع على قمة الرأس ويسير الطرف المركزي المتوسط شاقولياً أمام الأذنين ويربط تحت الذقن، ويسير الطرف الخلفي بالاتجاه السابق نفسه إِنما يساق خلف الطرف الأمامي من الأمام إلى الخلف فوق الأذنين فيستر في أثناء سيره الطرفين المركزي والخلفي ويربط في قفا الرأس.

### المثلثات
تصنع من الكتان بشكل مثلث قائم الزاوية متساوي الساقين يراوح طول قاعدته بين 80و120سم. وتستعمل لربط الأطراف المختلفة والرأس.
ـ فلربط القدم مثلاً توضع القدم في منتصف المثلث ورأسه إلى الأمام ثم يثنى هذا الرأس فوق أصابع القدم، وتلف إحدى نهايتي القاعدة على المنطقة التي تقع فوق القدم ثم تلف النهاية الأخرى بالاتجاه المعاكس وتربطان معاً حول الكاحل.
ـ ولربط الرأس تحيط قاعدة المثلث بالنقرة وتساق نهايتاه نحو الجبهة، وتربط هاتان النهايتان معاً، والأفضل أن تثبتا بدبوس على رأس المثلث الذي كان قد ثني إلى الأعلى والتقى معهما من الناحية الأمامية.
ـ ولتثبيت الطرف العلوي المصاب بكسر أو خلع وتسمى عندئذ الوشاحات ومنها الوشاح البسيط والوشاح المائل ووشاح مايور Mayor. ووشاح مايور هو قطعة بين الصدر والساعد وتعقد النهايتان خلف العنق أو توصلان - وهو الأفضل - بوثائق يمر فوق الكتفين والنقرة (حمالة) وتثنى قاعدة الوشاح على المرفق والساعد ثم تثبت في ناحية الظهر.

### أربطة الجسم
تطبق أربطة الجسم على الصدر أو البطن، ويبلغ طولها 120 سم وعرضها 20 سم. ويثبت الرباط بدبابيس ومن الضروري إضافة وثاقين دوماً يساقان إلى الأعلى فوق الصدر ومن ثم فوق الظهر، أو يسيّران إلى الأسفل حوالي الفخذين. وليكون رباط الجسم ثابتاً لابد من تعاون شخصين يشدانه شداً جيداً قبل تثبيته، ولابد من وضع حشوة تملأ الفراغات التي تحته.